# Alexander Busch
Alexander Magnus Busch (født 25. juli 2003) er en dansk professionel fodboldspiller, der spiller som midterforsvarer for den danske Superliga-klub Silkeborg IF.

## Klubkarriere

### Silkeborg IF
Busch kom til Silkeborg IF i 2012 fra Resenbro UIF i en alder af 9. Han underskrev sin første treårige ungdomskontrakt med klubben i maj 2020.
Den 15. maj 2021 fik Busch sin officielle debut for Silkeborg i den danske 1. Division mod HB Køge .  Den 19. januar 2022 underskrev Busch en ny kontrakt med Silkeborg indtil juni 2026.

## Eksterne links
- Alexander Busch i DBU's Landsholdsdatabase
- Alexander Busch profil på Soccerway